# شندربالنغة (أملش الجنوبي)
شندربالنغة (بالفارسية: شندربالنگه) هي قرية تقع في إيران في غيلان. يقدر عدد سكانها بـ 211 نسمة بحسب إحصاء 2016.